# Crkva sv. Roka u Sutivanu
Crkva sv. Roka nalazi se u Sutivanu na Braču.

## Opis
Crkva sv. Roka podignuta je u 17. stoljeću na dominantnom položaju nad Sutivanom kao zavjetna crkva protiv kuge. Jednobrodna crkva je obnovljena u 19. stoljeću te joj je dodan zvonik uz pročelje. Kameno pročelje je jednostavno komponirano s profiliranim portalom i bogato ukrašenom rozetom. U unutrašnjosti su zavjetne slike brodova spašenih u oluji.

## Zaštita
Pod oznakom Z-3429 zavedena je kao nepokretno kulturno dobro - pojedinačno, pravna statusa zaštićena kulturnog dobra.